# Habenaria magnifica
Habenaria magnifica  (лат.) — вид однодольных растений рода Поводник (Habenaria) семейства Орхидные (Orchidaceae). Впервые описан австрийским ботаником Карлом Фричем в 1901 году.

## Распространение и среда обитания
Эндемик Анголы. Типовой экземпляр собран в местности Кихита.

## Ботаническое описание
Клубневой геофит.
Стебель покрыт заострёнными голыми жилистыми листьями эллиптической формы; стеблевые листья размером 7—10×2,5—4 см.
Соцветие эффектное, несёт около 15 цветков белого цвета.